# Ранова
Ра́нова — река в Рязанской и Липецкой областях России, правый приток реки Прони. Длина реки — 166 км. Площадь водосборного бассейна — 5550 км².
Образуется на восточных склонах Среднерусской возвышенности восточнее деревни Рано-Верхи Рязанской области. Часть реки протекает по территории Чаплыгинского района Липецкой области.
В верховьях Ранова течёт в высоких берегах, в Окско-Донской равнине высота берегов становится ниже, и в низовье реки берега чрезвычайно низкие, болотистые.

## Притоки (км от устья)
- 1 км: Шитяс (правый приток)
- 10 км: Мостья (правый приток)
- 52 км: Ибердь (правый приток)
- 61 км: Моша (левый приток)
- 68 км: Хупта (правый приток)
- 95 км: Вёрда (левый приток)
- 100 км: река без названия, у села Наумово (левый приток)
- 102 км: Питомша (левый приток)
- 112 км: Полотебня (левый приток)
- 122 км: Сухая Кобельша (правый приток)
- 145 км: Муравка (левый приток)
- Старица Ранова (правый приток)

## Населённые пункты от истока к устью
Рязанская область
Горлачевка, Федяевка, Дворяне, Дубасово, Волхонское, Сурки, Студёнки, Заболотовское, Ольхи, Мураевня, Чернышевка, Гремячка, Нарышкино, Бабинка, Давлетьево, Зеркалы, Советский Мир
Липецкая область
- Рязанка, Каревка, Урусово, Притыкино, Городок, Скуратовка, Старое Петелино, Новое Петелино, Борщевка Государственная, Горлово

Рязанская область
- Набережное, Волково, Есаково, Марчуки 2, Зезюлино, Дымово-Государственное, Дымово-Волконское, Боровое, Наумово, Уланово, Ураково, Шелемишево, Рановка, Нагорное, Новый Мир, Красный Октябрь, Говорово, Добрая Воля, Подвислово, Приянки, Хомутск, Малиновка, Кипчаково, Набережная, Красная Горка, Княжое, Григорьевское, Жаркое, Конобеево, Табаево, Пехлец, Фролово, Неретино, Демьяново, Заречье, Ключ, Чигасово, Троица, Зараново, Курбатово, Юмашево.

## Данные водного реестра
По данным государственного водного реестра России относится к Окскому бассейновому округу, водохозяйственный участок реки — Проня от истока до устья, речной подбассейн реки — Бассейны притоков Оки до впадения Мокши. Речной бассейн реки — Ока.

## Галерея
- Ранова летом
- Ранова осенью
- Ранова осенью